# Swing Life Away
«Swing Life Away» es una canción de la banda estadounidense de hardcore punk Rise Against, lanzado a través de Geffen Records el 30 de mayo de 2006 como su segundo sencillo de su tercer álbum de estudio Siren Song of the Counter Culture (2004). La canción se incluyó por primera vez en el álbum recopilatorio de 2003, Punk Goes Acoustic, y luego se amplió en el álbum.
La música y la letra de "Swing Life Away" fueron escritas por el vocalista principal de Rise Against, Tim McIlrath, y su compañero de cuarto, Neil Hennessy. La banda decidió no incluir la canción en su álbum Revolutions per Minute de 2003, ya que sintieron que no encajaría con el sonido hardcore del álbum. Ante la insistencia de un ejecutivo de Dreamworks Records, la banda revisó la canción de Siren Song of the Counter Culture y la lanzó como el segundo sencillo del álbum. La canción alcanzó el número diecisiete en la lista Bubbling Under Hot 100 y el número doce en la lista de Alternative Songs, y fue certificada platino por la Recording Industry Association of America.
En 2013, el rapero estadounidense Machine Gun Kelly lanzó su mixtape Black Flag, que incluía una versión de la canción. Adornada con versos de rap y con un coro cantado por Kellin Quinn (cantante del grupo Sleeping with Sirens), la nueva versión recibe una acogida mixta. MGK explica que Rise Against aprobó la portada después de que este último escribiera una carta al grupo.

## Grabación y composición
La música y la letra de "Swing Life Away" fueron escritas por el vocalista principal de Rise Against, Tim McIlrath, y su compañero de cuarto, Neil Hennessy. Fue grabado originalmente en 2003, poco después de que concluyeran las sesiones de grabación del segundo álbum de Rise Against, Revolutions per Minute. Cuando el productor Bill Stevenson escuchó la canción, le pidió a McIlrath que la incluyera en el álbum. Aunque los miembros de la banda disfrutaron de la canción, ya que cuestionaron cómo una balada acústica podría encajar en un álbum caracterizado por su sonido hardcore. Al final, la canción fue archivada. Un año después, Fearless Records se acercó a Rise Against para contribuir al álbum recopilatorio Punk Goes Acoustic, y la banda sintió que "Swing Life Away sería una canción apropiada para el álbum.
La versión Punk Goes Acoustic de "Swing Life Away" atrajo poca atención de los fanáticos, y McIlrath creía que la canción se había "desaparecido". Cuando Rise Against firmó con Dreamworks Records a fines de 2003, un ejecutivo de Dreamworks le dijo a la banda que deberían volver a grabar la canción para su próximo álbum, Siren Song of the Counter Culture, a lo que la banda accedió. Cuando se lo llevaron al productor Garth Richardson, sintió que la canción estaba incompleta y comentó: "Es demasiado corta. Es casi como un jingle y necesita otra parte". McIlrath decidió dar más detalles sobre la canción y usó una de las guitarras de Sheryl Crow que encontró en el estudio para agregar un puente instrumental. Esta versión de la canción se incluyó en Siren Song of the Counter Culture.

## Video musical
El video musical que lo acompaña fue dirigido por Estevan Oriol y filmado en Chicago. El video comienza con McIlrath saliendo de un vagón de metro en Chicago "L", una referencia al video musical anterior de la banda para "Give It All". Camina por todo Chicago reuniéndose con los otros miembros de la banda. Deciden ir a un bar local y pasar el rato con amigos. Mientras está en el bar, McIlrath se encuentra con un hombre que, enojado, rompe la cinta de casete de una canción en la que McIlrath había estado trabajando. El video termina con McIlrath escribiendo la letra de la nueva canción llamada "Swing Life Away".
McIlrath escribió el tratamiento del video y comentó que la banda al principio no tenía idea de lo que querían hacer para el video debido al sonido único de la canción. McIlrath sabía que dado que "Swing Life Away" tiene una letra simple, quería que el video reprodujera la sensación tranquila de la canción. El video se filmó más de un año después del lanzamiento de Siren Song Of The Counter Culture, una rareza en la industria de la música, ya que la mayoría de los videos se filman solo unos meses después del lanzamiento del álbum principal de la canción. Partes del video fueron filmadas en The Fireside Bowl, donde Rise Against tocó algunos de sus primeros conciertos. Mirando hacia atrás en el video, McIlrath dijo: "Partes de él son un poco cursis... pero capturó dónde estaba cuando se escribió esa canción; fue escrita cuando vivía en una casa con cuatro compañeros de cuarto en un dormitorio y todos estábamos tratando de averiguar qué hacer con nuestras vidas".

## Posicionamiento en lista
| Lista (2005)                         | Posición |
| ------------------------------------ | -------- |
| Estados Unidos (Alternative Airplay) | 12       |
| US Pop 100 (Billboard)               | 95       |